# 周金仁
周金仁（1928年10月1日—2018年6月29日），越南共和國官員，曾任越南共和國財政部長。因爲爲官清廉、工作盡職而受到尊重。

## 生平
周金仁1928年10月1日出生於邊和省新淵郡淵興村。
1958年周金仁畢業於位於西貢的國家行政學院，後前往英國留學，畢業於倫敦政治經濟學院的政治與經濟專業。
1966年至1967年，周金仁在阮高祺內閣中擔任財政部辦公室董理。
1972年，周金仁擔任直屬於總理府的中央後勤機關總監督，負責管理提供給越南共和國的外援資源和民事資助。他與和他同樣畢業於國家行政學院的副總監督杜海明一起，平衡了國家財政來源、外援和戰爭經費，最大的貢獻是清查和制止了許多侵吞、濫用公款的事件。
1972年4月至1973年7月，周金仁擔任國防部財政與軍費清查總署總監督。
1973年7月至11月，周金仁擔任陳善謙將軍的國防總長助理。
1973年至1974年，周金仁擔任越南共和國財政部長。1974年至1975年，擔任總理的經濟財政助理。
1975年越南共和國滅亡後周金仁於5月1日乘坐一艘韓國船離開了越南。定居於美國馬里蘭州後周金仁與家人生活在一座簡陋的小房子中，在馬里蘭大學擔任了一份不起眼的工作。他在美國過着近似於隱居的生活，除了偶爾給美國總統喬治·布什寫關於世界局勢和越南的建議。
2018年6月29日，周金仁在美國逝世。

## 軼事
周金仁擔任總長（部長）期間以廉潔而聞名。根據黃伯誠的文章所述，周金仁是第一位車子裡沒有空調的部長。而且他喜歡與記者們暢談，他是向媒體解釋最多的一位部長，任何人想要詢問稅務財政的問題，只需要撥打“94381”的電話，就會得到答覆。